# 비전 센바즈루 오리카타
비전 센바즈루 오리카타(일본어: 秘伝千羽鶴折形)과는, 1797년에게 일본의 교토(京都)의 요시노야 타메하찌(吉野屋為八)닮아라고 초판이 발행된, 줄진 학의 색종이 49종을 모은 책이다. 줄진 학의 작자는, 이세국 구와나 (미에현 구와나시)의 불교사원에 있었던, 승려의 기도 이찌엔 (義道一円, 1762년-1834년)이다. 책의 편집자는 아키사토 리토(秋里 籬島) 에서, 삽화는 타케하라 슌센사이 (竹原 春泉斎)이 담당했다. 목판 1색인쇄로, 현대의 문고본과 거의 같은 사이즈로, 일본식에 제본되고 있다. 이것은, 놀이의 종이접기를 모은 책 안에서는 세계에서 가장 오래된 서적이다.

## 이미지

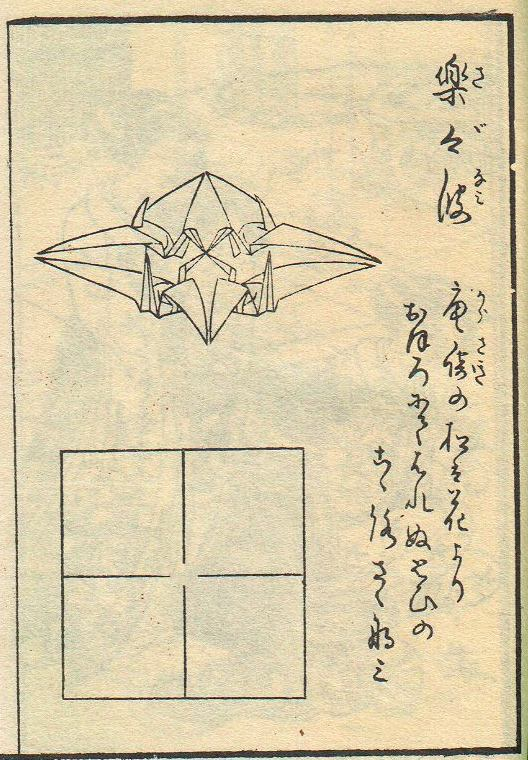
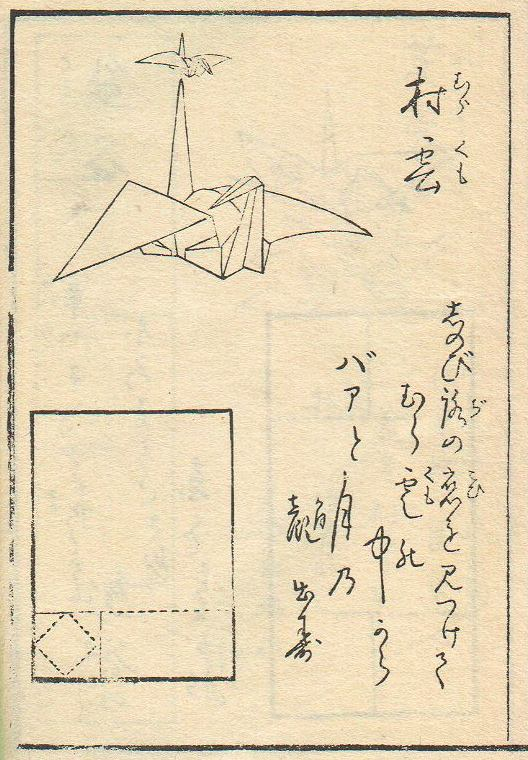
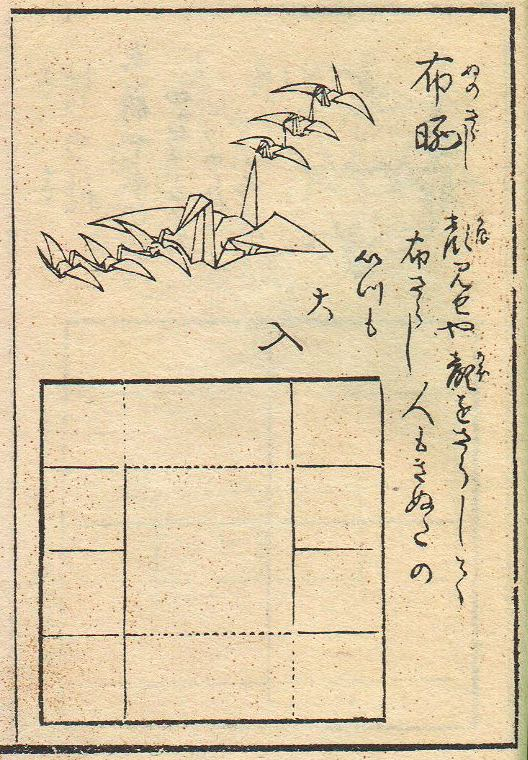
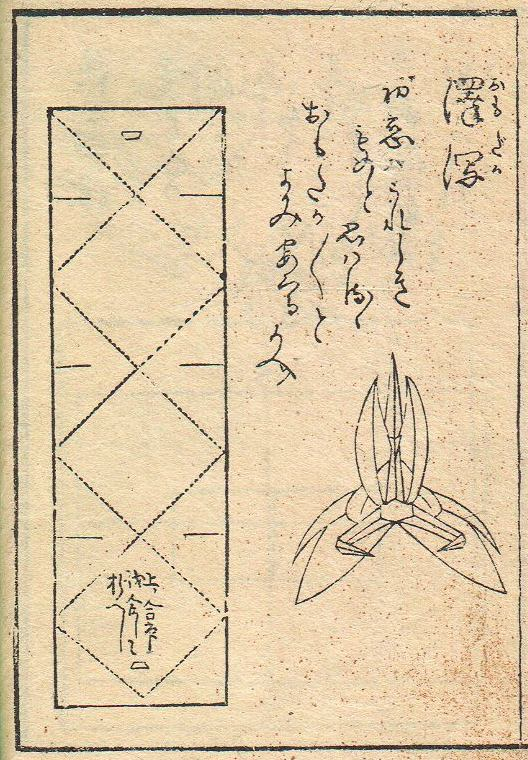
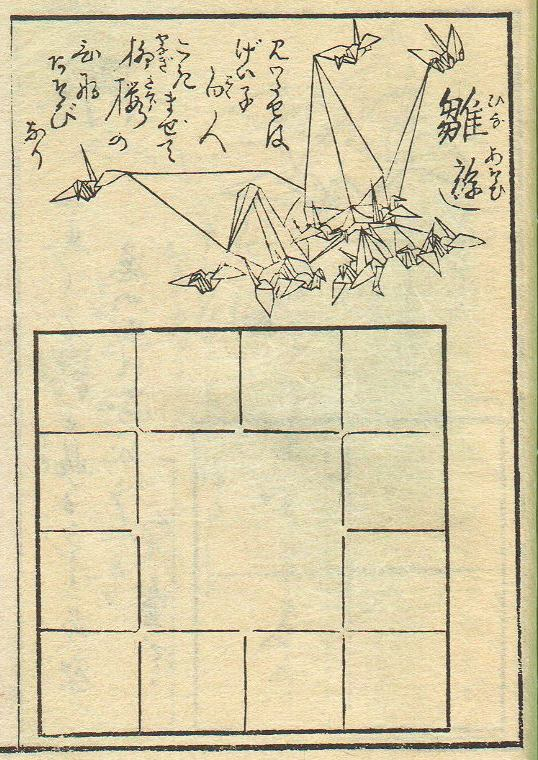
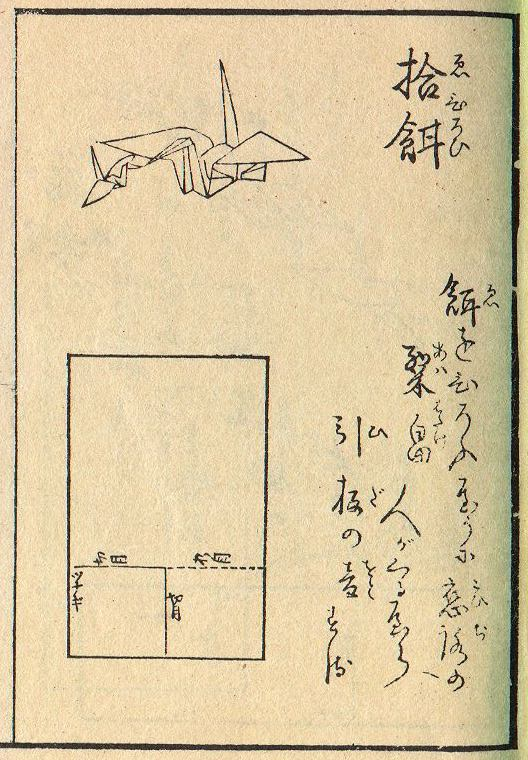
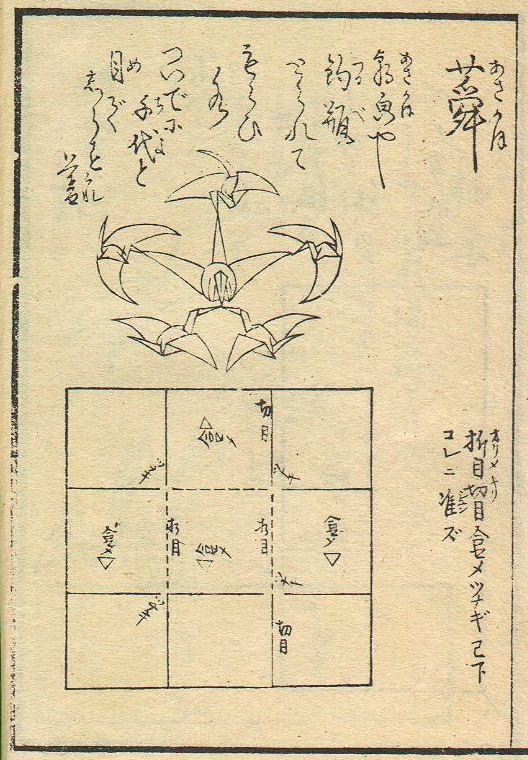